# Shinkai
Shinkai è il quinto album del gruppo musicale giapponese Mr. Children pubblicato il 24 giugno 1996. L'album è arrivato alla prima posizione della classifica Oricon ed ha venduto 2 744 950 copie.

## Tracce
1. Dive
2. Coelacanth
3. Tegami
4. Arifureta love story ~Danjo mondai wa itsumo mendō da~
5. Mirror
6. Making songs
7. Namonaki Uta
8. So let's get truth
9. Rinji news
10. Machine gun wo buppanase
11. Yurikago no aru oka kara
12. Toriko
13. Hana (Mémento Mori)
14. Shinkai